# May Ziade
May Ziade (àrab: مي زيادة, May Ziyāda; de nom de naixement, Marie; Ziade també es troba transcrit Ziyadah, Ziadé, Ziadeh o Ziyada) (Natzaret, 11 de febrer de 1886 – el Caire, 17 d'octubre de 1941) va ser una poetessa, assagista, periodista i traductora palestina-libanesa.
Va publicar en diversos periòdics àrabs, però també va escriure nombrosos poemes i llibres. Va ser una figura clau de la Nahda al segle xx, i és coneguda per ser una de les primeres feministes al món àrab i una pionera del feminisme oriental.

## Biografia

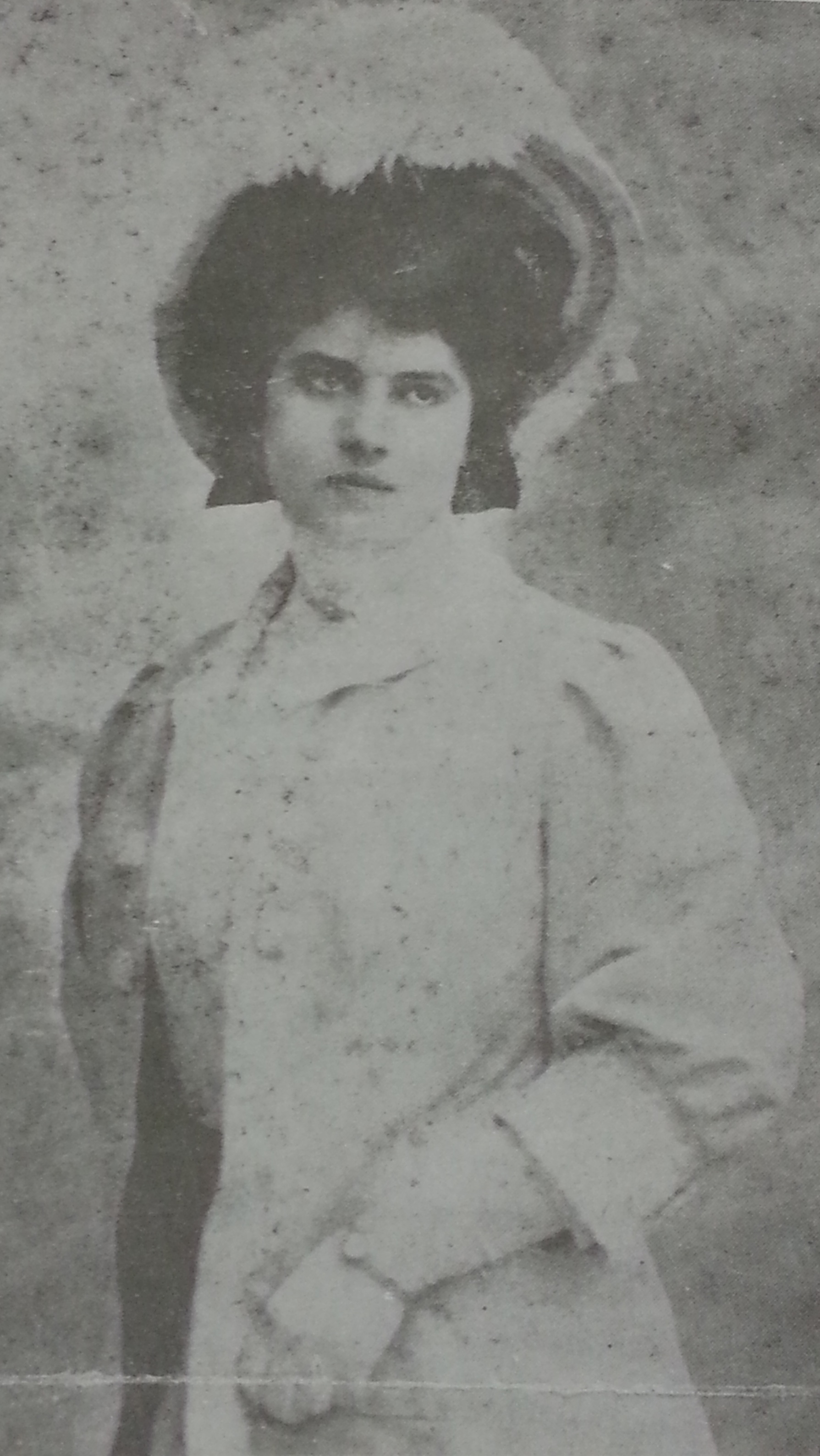
May, de jove

### Adolescència i vida personal
Ziade va néixer a Natzaret en l'entorn d'una família de pare libanès maronita (de la família Chahtoul) i de mare palestina. El seu pare, Elías Ziade, era editor d'Al-Mahrūsah.
Ziade va anar a escola primària a Natzaret. Quan el seu pare es va traslladar a Kesrouan, a la regió de la serralada del Líban, en complir els 14 anys va ser enviada a Aintoura per seguir els seus estudis secundaris en un convent francès per a noies. Va cursar estudis en literatura francesa i literatura romàntica a diverses escoles catòliques al Líban i el 1904 va tornar a Natzaret amb els seus pares. Es diu que va començar a publicar els seus primers articles als 16 anys.
Ziade mai es va casar però va mantenir una relació amb un dels grans literats àrabs del segle xx, Khalil Gibran. Malgrat que mai es van veure, van mantenir correspondència escrita fins que Gibran va morir el 1931.
Entre 1928 i 1932, Ziade va patir una sèrie de pèrdues personals, començant amb la mort dels seus pares, els seus amics i, sobretot, la de Khalil Gibran. Va caure en una depressió profunda i va tornar al Líban on els seus familiars la van ingressar en un hospital psiquiàtric per tenir-la sota control.Nawal al-Sa'dawi ha afirmat que Ziade va estar ingressada a l'hospital per expressar sentiments feministes. Ziade, humiliada per la situació, es va recuperar i en va sortir després que un informe mèdic demostrés la seva bona salut mental. Va tornar al Caire, on va morir el 17 d'octubre de 1941.

### Periodisme i estudis de llengua
El 1908 va emigrar amb la seva família a Egipte, on el seu pare va fundar el diari Al-Mahrūsah, en el qual Ziade va participar escrivint nombrosos articles.
Ziade estava particularment interessada en aprendre llengües, primer va rebre a casa una eduació francesa i catòlica. A Egipte, va ingressar a la universitat, graduant-se en Llengües Modernes el 1917. Com a resultat de la seva formació, era completament bilingüe, parlava àrab i francès, i tenia un bon coneixement de l'anglès, italià, alemany, espanyol, llatí, així com de grec modern. Es va graduar el 1917.

### Figura clau de la literatura àrab
Ziade era coneguda en tertúlies literàries àrabs, rebent homes i dones intel·lectuals i escriptors en un saló literari que va establir el 1912. Freqüentaven el seu saló Taha Hussein, Khalil Mutran, Ahmed Lutfi el-Sayed, Antoun Gemayel, Walieddine Yakan, Abbas el-Akkad i Yacoub Sarrouf.
Encara que mai es va casar, va mantenir una extensa correspondència escrita a partir de l'any 1912 amb Khalil Gibran. Malgrat mai es van conèixer, ja que ell vivia a la ciutat de Nova York, la correspondència va durar 19 anys fins a la seva mort el 1931 i a Ziade se li va atribuir la traducció de la seva obra al públic egipci.

## Bases filosòfiques

### Feminisme
A diferència de les seves companyes, la princesa Nazli Fadil i Huda Sha'arawi, May Ziade era més una 'dona de lletres' que una reformista social. Així i tot, es va implicar també en el moviment d'emancipació de les dones. Estava profundament preocupada per l'emancipació de la dona àrab; primer s'havia de combatre la ignorància, i després les tradicions anacròniques. Considerava que les dones eren elements bàsics de cada societat i va afirmar que una dona esclavitzada podria no alletar als seus nens amb la seva pròpia llet.
Va especificar que l'evolució de la dona cap a la igualtat no necessita ser representada a costa de feminitat, sinó que ha de ser un procés paral·lel. El 1921 va convocar una conferència sota el lema, Le but de la vie ("L'objectiu de vida"), on cridava a les dones àrabs a aspirar la llibertat, i ser introduïdes a Occident sense oblidar la seva identitat Oriental. Malgrat la seva mort el 1941, els seus escrits encara representen els ideals de la primera onada del feminisme libanès. Ziade va creure en les dones alliberadores i la primera onada es va centrar en dur-ho a terme mitjançant l'educació, el dret a vot, i finalment tenir representació en el govern.

### Romanticisme i orientalisme
Durant els seus inicis Ziade va ser influenciada per Lamartine, Byron, Shelley, i finalment per Gibran. Aquesta influència és evident en la majoria dels seus treballs. Sovint reflecteix la nostàlgia pel Líban i la seva imaginació fèrtil, vibrant i sensible és tan evident com el seu misteri, malenconia i desesperació.

## Treballs
El seu primer treball publicat, Fleurs de rêve (1911), era un volum de poesia, escrit en francès, utilitzant el pseudònim d'Isis Copia. Va escriure bastant en francès, i ocasionalment en anglès o italià, però a mesura que evolucionava va trobar la seva veu literària en l'àrab. Va publicar treballs de crítica i biografia, volums de poesia de vers lliure i assajos, i novel·les. Va traduir diversos autors europeus a l'àrab, incloent Arthur Conan Doyle de l'anglès, 'Brada' (l'italià Contessa Henriette Consuelo di Puliga) del francès, i Max Müller de l'alemany. Tanmateix va conduir el saló literari més famós del món àrab durant les dècades de 1920 i 1930 al Caire.
Entre les seves obres més importants en àrab es poden esmentar:
- Al Bâhithat el-Bâdiya باحثة البادية (nom de ploma Malak Hifni Naser)
- Sawâneh fatât سوانح فتاة 
- Zulumât wa Ichâ'ât ظلمات وأشعة 
- Kalimât wa Ichârât كلمات وأشارات 
- Al Saha'ef الصحائف 
- Ghayat Al-Hayât غاية الحياة 
- Al-Musâwât المساواة 
- Bayna l-Jazri wa l-Madd بين الجزر والمد

## Premis
El maig de 1999, Ziade va ser nomenada personatge de l'any pel Ministeri libanès de Cultura en la celebració anual de «Beirut, capital cultural del món àrab».